# Milla delicata
Milla delicata är en sparrisväxtart som beskrevs av Harold Emery Moore. Milla delicata ingår i släktet Milla och familjen sparrisväxter. Inga underarter finns listade i Catalogue of Life.